# Військовий шоколад (Швейцарія)

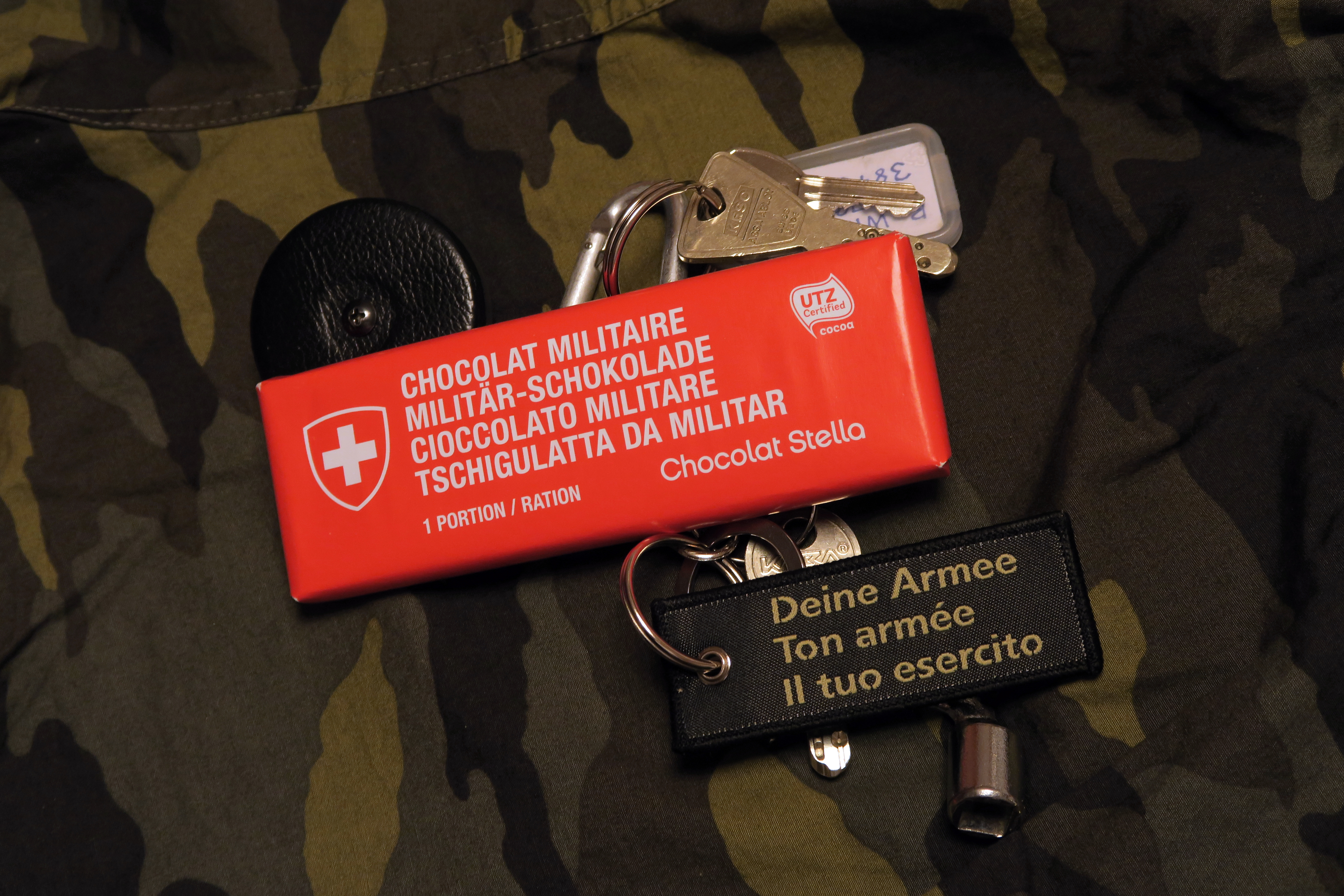
Шоколад Swiss Military

Військовий шоколад (нім. Militärschokolade; фр. chocolat militaire; італ. cioccolato militare; ромш. tschigulatta da militar) є продовольчим компонентом збройних сил Швейцарії. Швейцарський шоколад взагалі дуже популярна їжа.

## Історія

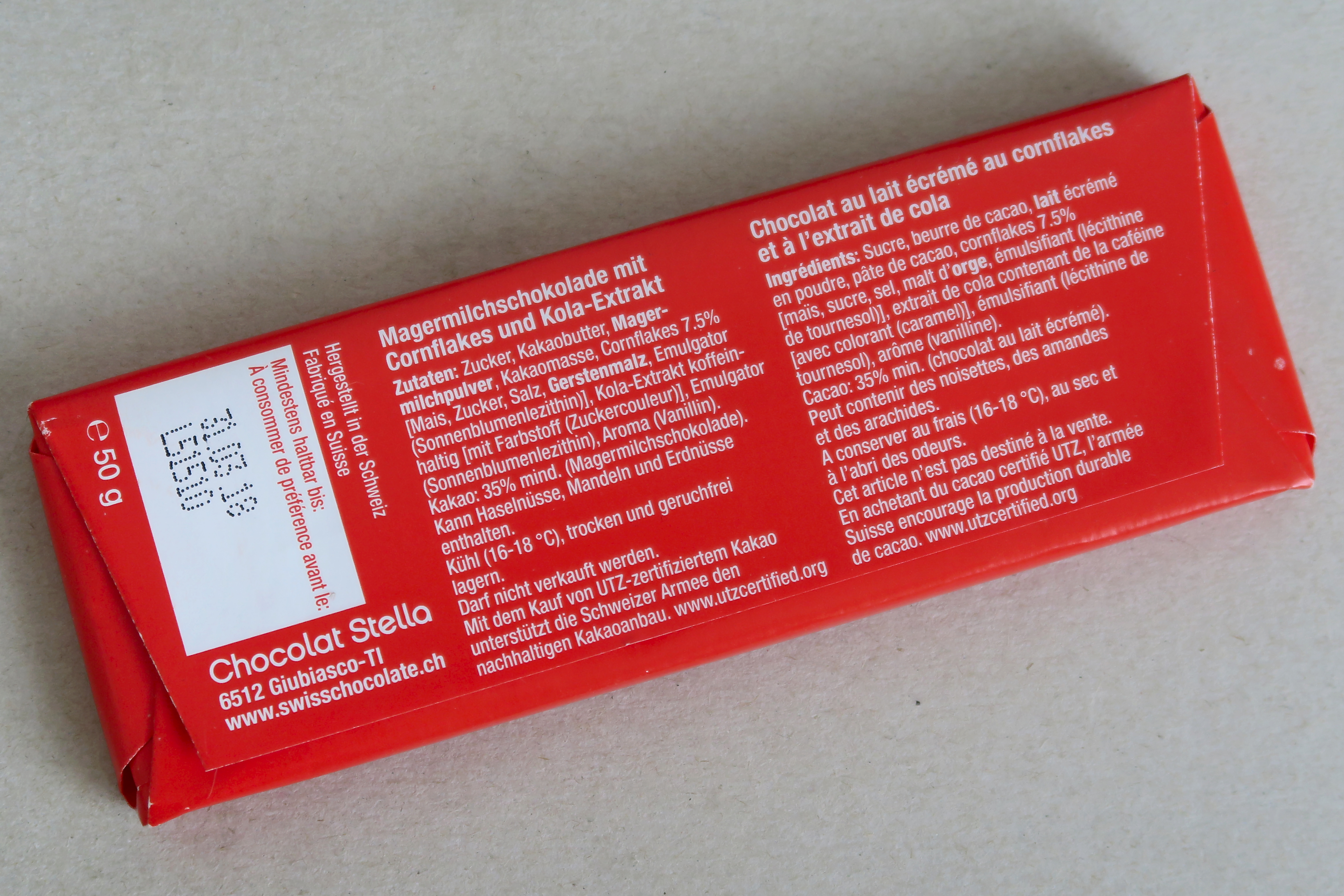
Опис інгредієнтів на зворотному боці упаковки

Військовий шоколад мав офіційне позначення «надзвичайних пайків» (Notportion або ration de secours або razione di soccorso або raziun da reserva) у швейцарській армії. Це був чорний темний шоколад, упакований у дві білі картонні коробки, які були вкриті прозорою поліетиленовою плівкою. Вони були розміром із сигаретну коробку. Дві картонні коробки були з'єднані, але їх можна було легко розділити за допомогою перфорації. Цей військовий шоколад виробляли кілька компаній, наприклад Villars-Maitre-Chocolatier або Chocolat Stella. Десятиліттями військовий шоколад був частиною основного пайка швейцарських солдатів. Крім Військового печива, воно користується популярністю у школярів, які отримують їх від солдатів. Таким чином військовий шоколад отримав певний культовий статус.

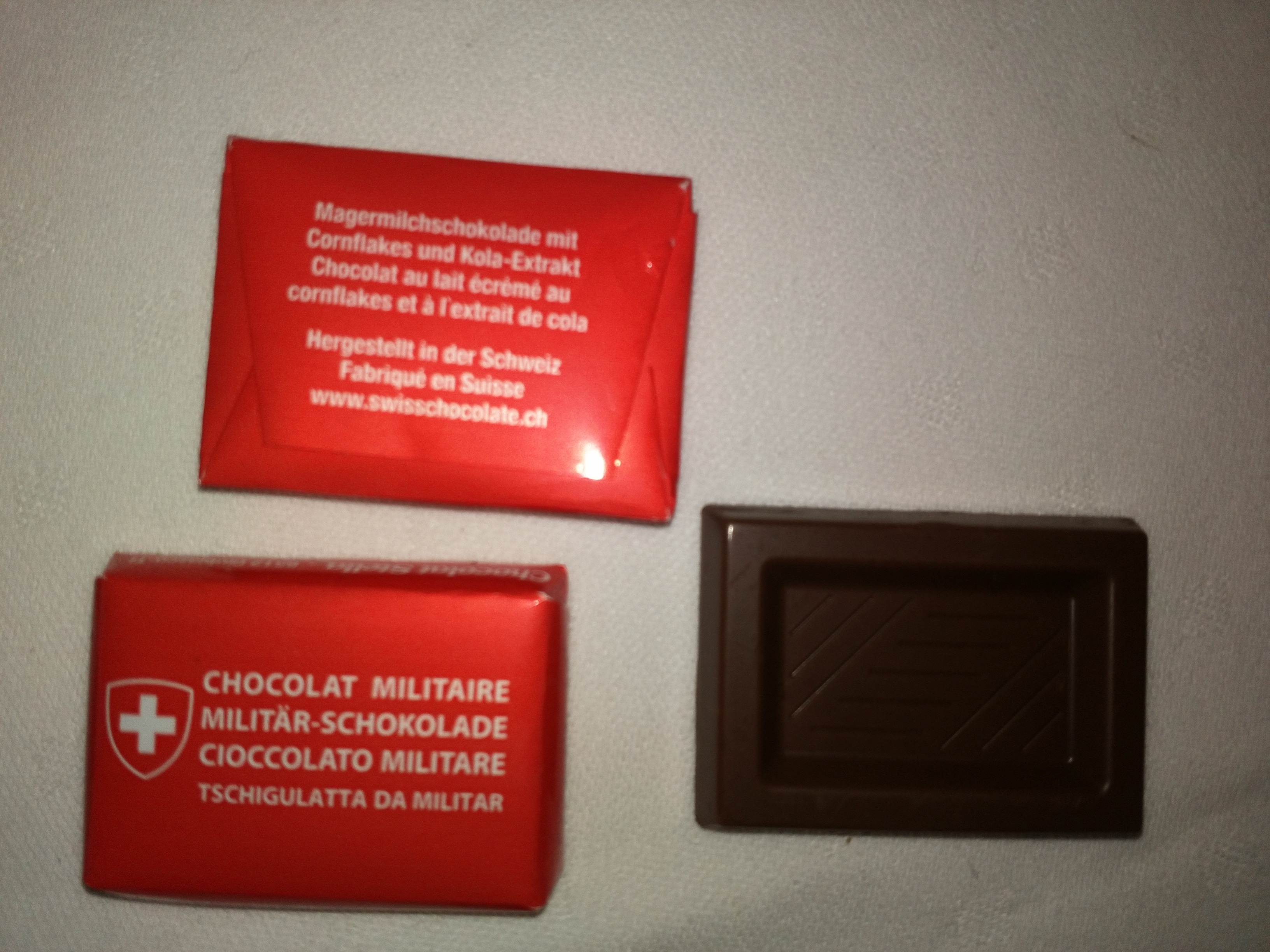
Військовий шоколад Napolitains

З часом звичайну шоколадну плитку 50 г стали пакувати у червону паперову упаковку, а молочну шоколадну плитку 50 г — у червону пластикову упаковку. Це було більш популярно, ніж екстрені порції, але не було доступно в тій самій кількості. Це призвело до чуток, що цей шоколад тільки для офіцерів. Це стало приводом для неофіційного позначення «офіцерський шоколад». «Offiziersschokolade» тепер замінив надзвичайний раціон. Надзвичайні пайки більше не є частиною офіційного військового пайка. З 1 травня 2005 року попередній чорний шоколад Stella було вилучено з експлуатації. Виробник у Тічино, однак, продовжує виробляти їх за оригінальним рецептом і продавати їх цивільним клієнтам. Сучасний військовий шоколад також містить рисові криспі або кукурудзяні пластівці. Окрім шоколадних батончиків, для рекламних цілей доступний військовий шоколад у формі наполітену 5 г. Швейцарська армія отримує свій військовий шоколад від різних виробників, які мають сертифікат UTZ, зокрема від Chocolat Stella або Chocolat Frey.

## Захищений бренд
З 2013 року захист бренду «Swiss Army» буде здійснюватися від імені парламенту. У квітні 2016 року Handelsgericht Bern заборонив виробнику шоколаду використовувати марку «Swiss Army» без відповідної ліцензії.